# Lopoliti

La forma dei lopoliti è raffigurata al numero 7 del diagramma.

I lopoliti sono grandi intrusioni magmatiche di forma lenticolare caratterizzati da una depressione centrale che li fa assomigliare a un cucchiaio. I lopoliti sono generalmente concordanti con gli strati rocciosi in cui sono intrusi, assieme ai dicchi o corpi di alimentazione imbutiformi.
Il termine fu coniato e utilizzato per la prima volta agli inizi del 1900 da Frank Fitch Grout per descrivere il gabbro del complesso Duluth nel Minnesota settentrionale e nell'adiacente Ontario.
I lopoliti sono costituiti in genere da grandi intrusioni mafiche stratificate databili dall'Archeano all'Eocene.
Esempi includono, oltre al citato gabbro Duluth, il complesso igneo Sudbury nell'Ontario, il complesso igneo Bushveld in Sudafrica, il Great Dyke dello Zinbabwe, il complesso Skaergaard in Groenlandia e i lopoliti di Humboldt in Nevada.

Il complesso Sudbury è stato attribuito ad un evento di impatto astronomico e alla conseguente fusione della crosta terrestre.